# Andrejs Gražulis
Andrejs Gražulis, né le 21 juillet 1993, à Koknese, en Lettonie, est un joueur letton de basket-ball. Il évolue au poste d'ailier fort.

## Palmarès
- Champion de Lettonie 2014
- Finaliste du championnat d'Europe -20 ans 2013